# Kermit Cintrón
Kermit Cintrón (Carolina, 22 de octubre de 1979) es un boxeador puertorriqueño de peso wélter y superwélter. 

## Biografía
Cintrón se coronó campeón norteamericano en la categoría de peso wélter (NABF) en 2004 y se convirtió en campeón del mundo por la misma categoría IBF el 28 de octubre de 2006 por decisión arbitral tras el sexto asalto en el combate contra Mark Suárez. Cintrón conservó su título hasta ser derrotado por nocaut durante el sexto asalto contra el mexicano Antonio Margarito el 12 de abril de 2008. Tras la derrota, decide probar suerte en la categoría de peso superwélter. Sin embargo, cae derrotado el 8 de mayo de 2010 ante Paul Williams y más tarde frente a Saúl Álvarez el 26 de noviembre de 2011.